# 寄生花
寄生花（学名：Sapria himalayana），为大花草科寄生花属下的一个种。其种加词“himalayana”意为“喜马拉雅山脉的”。

## 异名
- Richthofenia siamensis Hosseus
- Sapria himalayana f. albovinosa Bänziger & B.Hansen